# Corinthian Football Club
Le Corinthian Football Club était un club de football basé à Londres, qui évolua notamment au Crystal Palace et au Queen's Club. Le club fut fondé en 1882 par Nicholas Lane Jackson, secrétaire adjoint à la Football Association. Le but était de créer une équipe capable de rivaliser avec l'équipe d'Écosse de football et celle de Queen's Park.

## Histoire
Le club jouait uniquement des matchs amicaux, la plupart du temps contre des équipes amateurs de Londres et de ses environs. Les Corinthians fournirent de nombreux joueurs à l'équipe d'Angleterre de football. En 1886, contre l'Écosse, 9 joueurs sur 11 provenaient des Corinthians. En 1894 et 1895, contre le Pays de Galles, les 11 joueurs alignés appartenaient aux Corinthians. Cependant, ces records ne sont pas homologués par la Fédération d'Angleterre de football car de nombreux joueurs des Corinthians étaient licenciés dans d’autres clubs (notamment des clubs universitaires). 
Les Corinthians refusèrent de rejoindre la Football League et de participer à la Coupe d'Angleterre, car le règlement des Corinthians stipulait que le club ne devait « participer à aucune compétition ». Cependant, en 1898, 1900 et 1904, les Corinthians participèrent au Sheriff of London Charity Shield (en) et le remportèrent. 
En 1884, peu de temps après que les Blackburn Rovers ont remporté la finale de la Coupe d'Angleterre contre Queens Park, les Corinthians s'imposèrent 8-1 contre Blackburn. De la même manière, en 1903, après que Bury a gagné la finale de la Coupe d'Angleterre contre Derby County sur le score de 6-0, les Corinthians s'imposèrent 10-3 contre Bury. 
Après avoir rejoint l'Amateur Football Association (en), les Corinthians entreprirent des tournées à l'étranger. C'est ainsi que le Real Madrid adopta les couleurs blanches des Corinthians et que le Sport Club Corinthians Paulista au Brésil prit le même nom. En 1904, après une tournée en Suède, un tournoi appelé « Corinthian Bowl » fut créé pour leur rendre hommage. Le 16 avril de la même année, ils furent opposés à une sélection d'amateurs français, battus 4-11 au Parc des Princes. 
En 1904, Manchester United s'inclina 11-3 contre les Corinthians, ce qui à l'heure actuelle constitue toujours la plus large défaite des Mancuniens. Après la Première Guerre mondiale, les Corinthians participèrent à la Coupe d'Angleterre, mais sans grands résultats. En 1927, ils participèrent au Charity Shield, s'inclinant 2-1 contre Cardiff City.
En 1939, les Corinthians fusionnèrent avec le Casuals pour donner naissance au Corinthian-Casuals Football Club.
Leur maillot blanc a été copié par le Real Madrid en 1904, car le club anglais était réputé pour son fair-play en toute circonstance et ses performances. Les Madrilènes ont rendu une sorte d’hommage au club.

## Joueurs emblématiques
- Charles Campbell
- Charles Willam Miller

### Sources
- « Corinthian Casuals : amateurs to the end » in Pictorial History of English Football, A Dempsey Parr Book, pages 62-63.